# Chinesische Architektur

Kaiserpalast zu Peking – Palast der Himmlischen Klarheit

Mit chinesischer Architektur wird ein im antiken China entwickelter, im Laufe der Geschichte aber über weite Teile Ostasiens verbreitete, vielfältige Gruppe von Baustilen bezeichnet. Die verschiedenen Stile finden bis ins 21. Jahrhundert Verwendung in traditioneller wie auch adaptierter und veränderter Form.

## Merkmale
Die Strukturprinzipien des Stils sind im Laufe der Jahrhunderte erstaunlich konstant geblieben, Änderungen erfassten häufig nur dekorative Details. Unabhängig von bestimmten Regionen und Nutzungszwecken der Gebäude existieren bestimmte Merkmale chinesischer Architektur:

### Horizontale und Symmetrie
In besonderer Weise betonen traditionell-chinesische Gebäude die Horizontale. Charakteristisch sind auch die geschwungenen, überkragenden Dachsparren sowie die geringe Akzentuierung der vertikalen Wände. Vornehmere Gebäude, etwa in den Palästen des Kaisers und des Adels, wurden häufig auf wuchtigen Steinterrassen errichtet. Im Gegensatz zu den eher in die Höhe strebenden westlichen Bauwerken legen chinesische Baumeister mehr Wert auf den visuellen Eindruck der Weite und Großzügigkeit eines Gebäudes. So besitzen etwa die Hallen und Paläste der Verbotenen Stadt in Peking zwar verglichen mit europäischen Repräsentationsbauten relativ niedrige Raumdecken, doch geben die ausgedehnten Anlagen, Höfe und Wegfluchten in ihrer Gesamtheit einen Eindruck von der allumfassenden Natur des kaiserlichen China. Eine Ausnahme stellen insofern die – insgesamt vergleichsweise selten auftretenden – Pagoden dar.
Ein weiteres Wesensmerkmal aller chinesischen Bauwerke vom Bauernhaus bis zum Palast ist die Betonung der Symmetrie, die Gebäuden eine Aura von Größe und Erhabenheit verleiht. Die gegenteilige Konzeption verfolgen indes die Gartenanlagen, die üblicherweise möglichst asymmetrisch ausgerichtet wurden und, ähnlich wie chinesische Landschaftsbilder, die Natur in ihrem ursprünglichen Zustand wiederzugeben trachteten.

### Holzbauweise
Vereinzelt wurden chinesische Bauwerke aus rotem oder grauem Ziegel gebaut, vorherrschend ist jedoch die Holz- und Fachwerkbauweise. Diese erweist sich als relativ erdbebensicher, dafür aber als extrem brandanfällig.

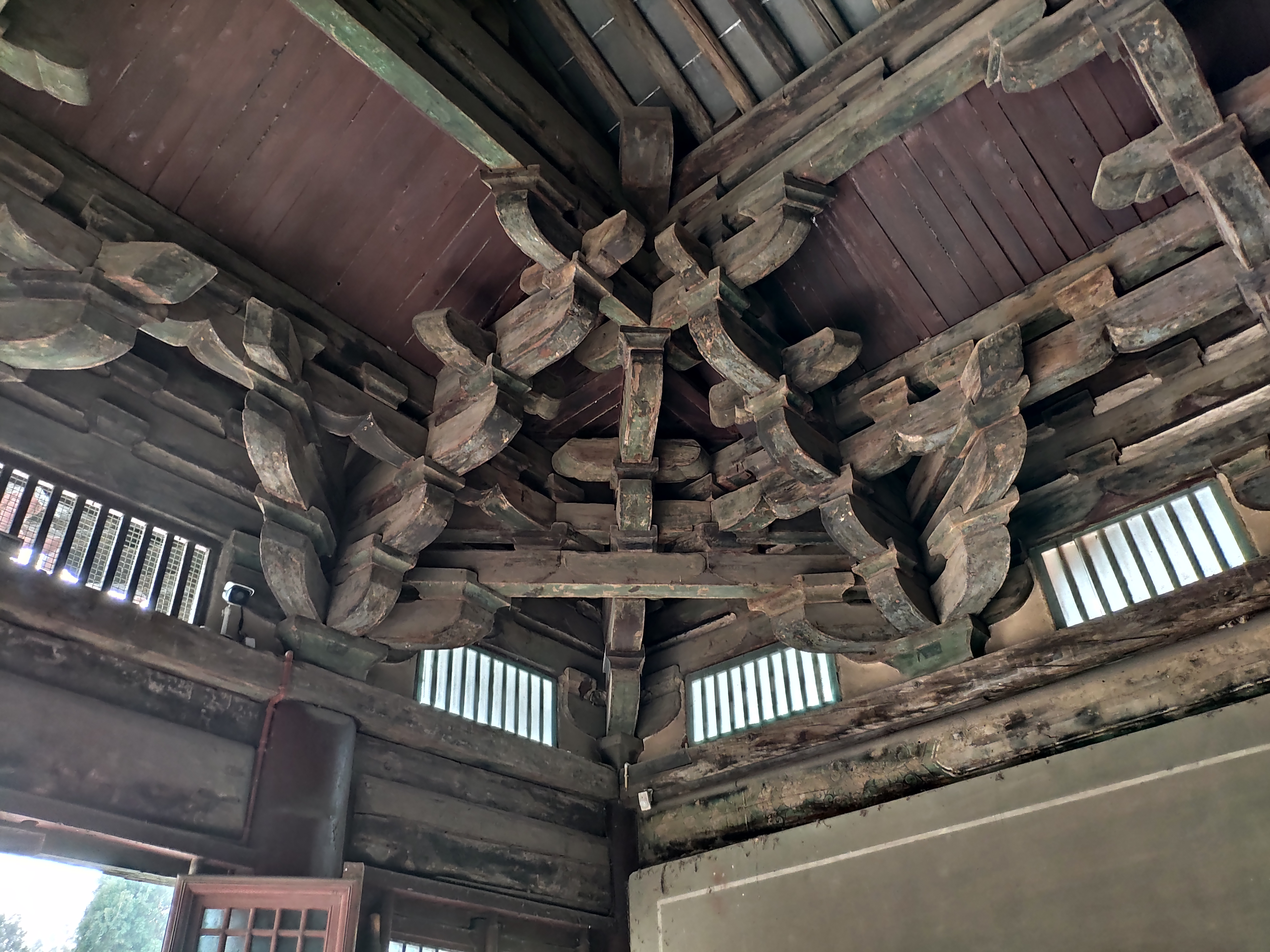
Dougong in einer Ecke der Mani-Halle, Longxing-Kloster, China

Die Ausführung der Konstruktionen trug moderne Züge. So wurden die Holzbauteile wie Säulen, Balken, Pfetten, Stürze und Konsolensätze teilweise im Voraus gefertigt und auf der Baustelle zeitsparend montiert. Als Verbindungstechnik traten Verzapfungen hervor.
Eine Besonderheit waren die Dougong. Diese mehrteiligen Konstruktionen an Wänden oder auf Säulen dienten als Konsolen oder – bei Bedarf übereinander wiederholt – als aufwändige Kragträger, mit der die Lasten der Holzträger verteilt wurden.
Das traditionelle Handwerk dieser Fachwerkbauten wurde 2009 in die UNESCO-Liste des immateriellen Kulturerbes der Menschheit aufgenommen.
Eine andere Besonderheit sind die chinesischen Holzgitter in Türen und Fenstern. Die Dachsparren chinesischer Häuser sind meist geschwungen; über die verschiedenen Giebel- und Sparrenformen existieren detaillierte Klassifikationssysteme, die an die klassischen Säulenordnungen des alten Europas erinnern.

### Immanenz
Verbreitet war die Reservierung bestimmter Farben, Zahlen oder Himmelsrichtungen für bestimmte Gebäude bzw. deren Besitzer. Sie spiegelt den traditionellen chinesischen Glauben an die Immanenz, wonach sich die Eigenschaften eines Objekts von seiner ureigensten inneren Wesensstruktur ableiten und nicht etwa einem transzendenten Gott oder Weltprinzip zuzuschreiben sind.
Der umfangreichen Architektur-Literatur des Westens hat China wenig Gleichwertiges entgegenzusetzen. Der früheste Text dieser Art, das Kaogongji, erfuhr zudem kaum Rezeption.

### Kaiserliche Architektur
Bestimmte Gestaltungsmerkmale waren für kaiserliche Bauten reserviert. Hierzu gehören etwa die berühmten gelben Dachziegel, die man an den Gebäuden der Verbotenen Stadt noch heute sehen kann. Der Himmelstempel indes verwendet in Anspielung auf seinen Namen blaue Ziegel. Die Wände sind meist in intensivem Purpurrot gehalten, nach chinesischer Auffassung die Farbe des Polarsterns. Die Dächer werden in der Regel von umfangreichem Stützgebälk getragen, ein Merkmal, das die kaiserlichen Bauten ausschließlich mit den größeren Tempelanlagen teilen. Traditionell wurden kaiserliche Bauten stets mit dem Eingang nach Süden ausgerichtet. Als Dekoration taucht häufig das Symbol des Drachen auf, so etwa auf den Dachsparren, den Pfeilern und Säulen sowie an den Türen.
Eine große Rolle spielte auch die Numerologie, insbesondere die „kaiserliche“ Zahl 9, die größte unter den Ziffern: 9999 Räume hat der Kaiserpalast zu Peking angeblich – einen weniger als die Paläste des Himmels. Nur die für den Kaiser und seine Familie bestimmten Gebäude durften neun „jian“ 間 haben (Raum zwischen vier Säulen). Nur vom Kaiser benutzte Tore durften fünf Bögen haben – von denen der mittlere dem Kaiser selbst vorbehalten war.
Große Bedeutung kam in der Verbotenen Stadt auch den zahlreichen „Achsen“ zu, die nicht nur die einzelnen Funktionselemente der Anlage miteinander verbanden, sondern auch für eine klare Gliederung des Geländes in die Bereiche des Kaisers, seiner Verwandten und Konkubinen wie der Bedienten sorgten.

### Bürgerliche Architektur
Auch die Häuser der gewöhnlichen Leute, seien es Mandarine, Kaufleute oder Bauern, folgten im Allgemeinen festgelegten Mustern. Im Zentrum des Gebäudes stand der Schrein zur Götter- und Ahnenverehrung, dem vor allem an Festtagen große Bedeutung zukam. Zu seinen Seiten befanden sich die Schlafzimmer der Eltern. In den beiden Außenflügeln, im Chinesischen „Wächterdrachen“ genannt, befanden sich die Zimmer der jüngeren Familienmitglieder wie auch Küche und Esszimmer. Manchmal mussten wegen Anwachsens der Familie zusätzliche Flügelpaare angebaut werden. Dies führte zu U-förmigen Anlagen, die – zumindest in Kaufmanns- und Mandarinhaushalten – häufig mit einem imposanten Fronttor abgeschlossen wurden.
Die Bauweisen, insbesondere Geschosszahl, Abmessungen und Farben, waren entsprechend der sozialen Stellung des Eigentümers durch Gesetz vorgeschrieben.

### Religiöse Architektur
Die buddhistische Architektur folgt im Allgemeinen dem kaiserlichen Stil. Ein großes buddhistisches Kloster ist gewöhnliche eine Abfolge von Hallen und Höfen, deren Ausstattung bestimmten verbindlichen Mustern folgt. Die erste Halle beherbergt gewöhnlich den lachend-kugelbäuchigen Buddha Maitreya, den schwertbewehrten General Weituo den Verteidiger der Lehre (Dharma), sowie die furchteinflößenden Kolossalstatuen der vier Himmelskönige. In den weiteren Hallen befinden sich eine oder mehrere Buddha-Triaden, häufig begleitet von 18 oder 500 Luohan, manchmal auch den mit tausend Armen dargestellten weiblichen Bodhisattva Guanyin.
Seitlich befinden sich die Unterkünfte der Mönche und Nonnen. Bisweilen haben buddhistische Klöster auch eine Pagode, in der Reliquien des historischen Buddha aufbewahrt werden. Ältere Exemplare sind meist viereckig, solche neueren Datums achteckig. Eine Sonderform der religiösen Architektur stellen die zahlreichen Felsbauten und Höhlentempel-Komplexe dar, die vorwiegend zwischen dem 4. und 9. Jh. n. Chr. entlang der Seidenstraße entstanden (Mogao bei Dunhuang, Yungang bei Datong, Longmen bei Luoyang etc.).

## Chinesische Fachbegriffe
Chinesische Bezeichnungen für bestimmte Gebäudetypen sind u. a.:
| Kurzzeichen | Langzeichen | Pinyin | Bedeutung                                                   |
| ----------- | ----------- | ------ | ----------------------------------------------------------- |
| 楼          | 樓          | lóu    | mehrgeschossiges Gebäude                                    |
| 台          | 臺          | tái    | Terrasse, Sockel                                            |
| 亭          | 亭          | tíng   | offener eingeschossiger Pavillon                            |
| 阁          | 閣          | gé     | zweigeschossiger Pavillon, die Bibliothek, kleines Holzhaus |
| 塔          | 塔          | tǎ     | Pagode, Turm                                                |
| 轩          | 軒          | xuān   | Wandelgang mit Fenstern, geräumiger offener Bau, Stube      |
| 榭          | 榭          | xiè    | auf Terrassen errichtetes Haus oder Pavillon                |
| 屋          | 屋          | wū     | Räume entlang überdachter Wandelgänge, Haus                 |

## Wirkungsgeschichte
Die chinesische Architektur verbreitete sich ab der Tang-Dynastie über ganz Ostasien und beeinflusste vor allem auch die Bauweise in Japan, Korea, und Vietnam. Ein gewisser Bedeutungsrückgang der chinesischen Architektur ist seit dem Vordringen westlicher Bauweisen seit dem frühen 20. Jahrhundert zu beobachten. Als Antwort hierauf wurde vereinzelt versucht, traditionell chinesische Elemente in nach westlichem Muster errichtete moderne Bauten zu integrieren; wobei diesen Bemühungen meist nur spärlicher Erfolg beschieden war.